# 红寺堡镇
红寺堡镇，是中华人民共和国宁夏回族自治区吴忠市红寺堡区下辖的一个乡镇级行政单位。
2011年11月30日，宁夏回族自治区人民政府批复同意设立新民街道办事处，与红寺堡镇合署办公，一个机构两块牌子

## 沿革
2020年6月8日，中共中央总书记习近平赴宁夏考察调研。当天下午，他先后来到吴忠市红寺堡镇弘德村、黄河吴忠市城区段、金星镇金花园社区，了解当地推进脱贫攻坚、加强黄河流域生态保护、促进民族团结等情况。

## 行政区划
红寺堡镇下辖以下地区：
梨花村、团结村、兴旺村、红海村、红关村、光彩村、朝阳村、玉池村、中圈塘村、东源村和上源村。